# 오십보백보
오십보백보(五十步百步, 중국어:五十步笑百步 또는五十笑百)는 《맹자(孟子)·양혜왕(梁惠王) 상(上)》에 나오는 격언 또는 우언(寓言)이다. 맹자(孟子)가 양혜왕(梁惠王)과 대화 중，사병이 진영 앞에서 후퇴하여, 한 사람은 50보를 물러 갔고, 다른 한 사람은 100보를 물러 갔으니, 앞 사람이 뒷 사람을 비웃는 것에 비유하여, 다른 사람의 잘못을 비웃어도 자기도 같은 잘못을 하는 것에 정도만 조금 가벼울 뿐이다("士兵在陣前退下，一人退了五十步，另一人退一百步，前者就譏笑後者不中用，以此来比喻譏笑別人犯錯時，自己亦犯了同樣的錯誤，只是程度輕一點")고 하였다。

## 이용 문서
태평양
이후 중국 문인(文人)들은 스스로를 깨닫지 못하는 사람에게 이 비유를 자주 사용하였는데，예를 들어 남조(南朝)의 《홍명집(弘明集)》에서는：「豈獨愛欲未除，宿緣是畏，唯見其有，豈復是過，以此嗤齊侯，猶五十步笑百步耳。」라고 하였다.
영어의 옛 속담(古諺)에는，"The pot calling the kettle black"(壺嫌煲太黑）라고 하여, 티 팟(tea pot, 茶壺)이 자주 검어지면서도，스스로를 돌아보지 않고，케틀에게 검다고 하는 것으로，오십보백보의 번역으로도 가끔 쓰인다。